# Basileios II.

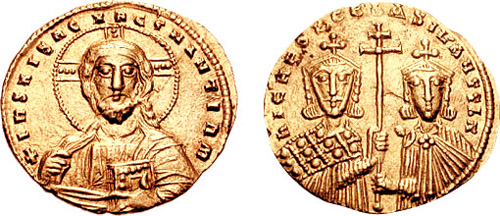
Histamenon des jungen Basileios mit seinem Ziehvater Nikephoros II. Phokas

Basileios II. der Bulgarentöter (griechisch Βασίλειος ὁ Βουλγαροκτόνος Vasílios o Vulgaroktónos, bulgarisch Василий Българоубиец Wassilij Balgaroubiez; * 958 in Didymoticho; † 15. Dezember 1025 in Konstantinopel) war von 976 bis 1025 Kaiser des Byzantinischen Reiches. Seine Regierungszeit gilt allgemein als ein Glanzpunkt der byzantinischen Geschichte. Er entstammte der Makedonischen Dynastie.

## Leben

### Die frühen Jahre
Basileios wurde wohl um 956 geboren, die Quellen sind aber nicht eindeutig. Er war der älteste Sohn Romanos’ II, der ihn 960 zum Mitkaiser machte. Seine Mutter Theophanu regierte nach dessen Tod 963 zunächst mit Hilfe des Eunuchen Joseph Bringas, musste bald aber dem erfolgreichen General und späteren (Mit-)Kaiser Nikephoros Phokas Platz machen. Dieser heiratete Theophanu und führte als Regent für den unmündigen Basileios und dessen Bruder Konstantin die Regierungsgeschäfte. Basileios stand seine ganze Jugend lang im Schatten des Nikephoros und seines Nachfolgers als (Mit-)Kaiser und Regent, des Generals Johannes Tzimiskes.
Bereits kurz nach dem Tod des Johannes Tzimiskes kam es zum Aufstand des Bardas Skleros, der jedoch rasch niedergeschlagen werden konnte. 985 entmachtete Basileios seinen Großonkel Basileios Lakapenos und übernahm die Regierung. Offiziell regierte er mit seinem jüngeren Bruder Konstantin zusammen, da dieser sich jedoch lieber Vergnügungen hingab, kann man Basileios als alleinigen Herrscher betrachten.
Kurz nach der Machtübernahme kam es zu erneuten Rebellionen des Bardas Skleros und Bardas Phokas sowie zu einem Aufstand der Großgrundbesitzer (987–998), die um ihre Privilegien fürchteten. In diese Phase fiel auch die Taufe Wladimirs I. von Kiew (989) als Voraussetzung für die Christianisierung seines Reiches; dieser heiratete Basileios’ Schwester Anna und trat zum griechisch-orthodoxen Glauben über. Im Ausgleich unterstützte er Basileos mit Truppen, der sogenannten Warägergarde.

### Kämpfe gegen Bulgaren und Behauptung im Osten

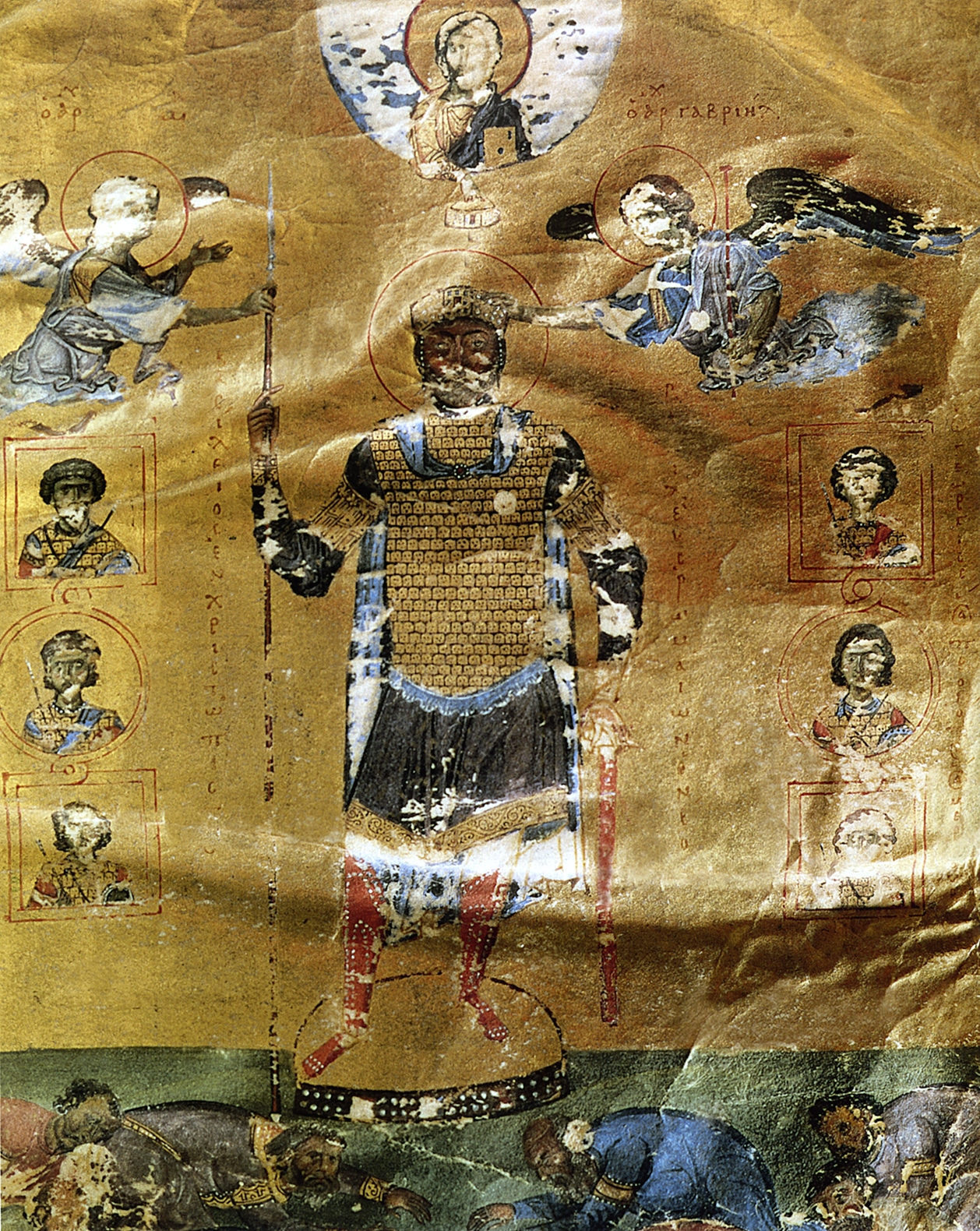
Basileios in der Rüstung eines Generals, ihm zu Füßen acht Figuren in unterwürfiger Proskynese. Buchmalerei aus einem Psalter, 11. Jahrhundert, Cod. Marc. gr. 17, fol. 3r.

Ab 989 war die Stellung des Basileios nach innen gesichert. So konnte er sich einem Feind zuwenden, der ihn die nächsten 25 Jahre in Atem hielt, dem Bulgarenreich, das in den vorangegangenen rund drei Jahrhunderten das byzantinische Reich immer wieder in Bedrängnis gebracht hatte. Der Kaiser hatte schon in jungen Jahren mit den Bulgaren Bekanntschaft gemacht, und sie bereiteten ihm immer wieder Schwierigkeiten. Basileios war entschlossen, dem Bulgarenreich ein Ende zu setzen. Er veränderte dazu die Art der Kriegsführung grundlegend: Früher war es nicht möglich gewesen, den Bulgaren, die sich auf eine Art Partisanentaktik verließen, in die Berge nachzusetzen, weil hier früher Niederlagen die Folge gewesen waren. Durch die Reorganisation des Heeres, Söldnertruppen und mit neuer Taktik gelang es Basileios nun jedoch in erbitterten Kämpfen, das bulgarische Reich zu zerschlagen.
Nach ersten Niederlagen und 15-jährigem, blutigem Krieg konnte das Heer Zar Samuels von Bulgarien 1014 in der Schlacht von Kleidion im Strymontal (Struma) bei Petritsch besiegt werden; die Überlebenden – rund 14.000 an der Zahl – wurden geblendet. Zar Samuel verlor beim Anblick der Geblendeten angeblich den Verstand und verstarb kurz darauf. Von nun an wurde Basileios Bulgaroktónos (Bulgarentöter, -schlächter) genannt. Er kämpfte auch nach dem Tod Samuels erfolgreich gegen das Bulgarische Reich mit dessen Nachfolgern, den Zaren Gawril Radomir (1014–1015), Iwan Wladislaw (1015–1018) und Knjaz Presian II. 1018 fielen dem Kaiser die bulgarische Hauptstadt Ohrid und damit der in ihr bewahrte bulgarische Königsschatz in die Hände. Auch Maria, die Witwe des Zaren Iwan Wladislaw, wurde zusammen mit ihren Kindern Basileios in Ohrid übergeben. Bulgarien wurde dem Reich eingegliedert, womit sich die byzantinische Grenze weit nach Nordwesten verschob.
Nach der Eroberung reorganisierte Basileios II. die Bulgarisch-Orthodoxe Kirche. Nachdem deren Patriarch vertrieben worden war, errichtete der Kaiser, ohne die bestehende Autokephalie anzutasten, das Erzbistum von Ohrid und ganz Bulgarien. Nur der bulgarische Name blieb erhalten, doch Basileios schrieb den Jurisdiktionsbereich des neuen Erzbistums um und versah dessen 54 Eparchien mit einer festgelegten Anzahl von halbfreien Bauern und Klerikern. Der erste von ihm ernannte Erzbischof war Johannes I. Debranin (1018–1037), der noch ein Slawe war; sein Nachfolger, Leo I. Carigradjanin (1037–1056), war bereits ein Grieche.
Nach der Niederwerfung der Bulgaren wandte sich Basileios der Ostgrenze zu, der er vorher nur wenig Aufmerksamkeit geschenkt hatte. Er wehrte Angriffe der Fatimiden auf Aleppo ab, mischte sich in die internen Machtkämpfe in Armenien ein (nach 1020) und annektierte dieses schließlich. Somit entfiel allerdings eine wirksame Pufferzone, was sich nach der Schlacht von Mantzikert schmerzhaft bemerkbar machte.

Das byzantinische Reich um 1025

Basileios II. starb 67-jährig am 15. Dezember 1025 im Großen Palast zu Konstantinopel. Er ist der byzantinische Kaiser mit der längsten Regierungszeit, selbst wenn man die Kaiser des alten Imperium Romanum, in dessen Nachfolge Byzanz stand, mitzählt: Basileios herrschte insgesamt 62 Jahre (gezählt ab dem Tod seines Vaters Romanos II.), davon aber 13 Jahre zwischen 963 und 976 als Mitkaiser neben Nikephoros Phokas und Johannes Tzimiskes und danach 49 Jahre als Alleinherrscher; sein Bruder Konstantin VIII., bereits 65 Jahre alt, zuvor nomineller Mitkaiser, regierte als sein Nachfolger das Reich dann noch drei Jahre lang allein.

## Bewertung

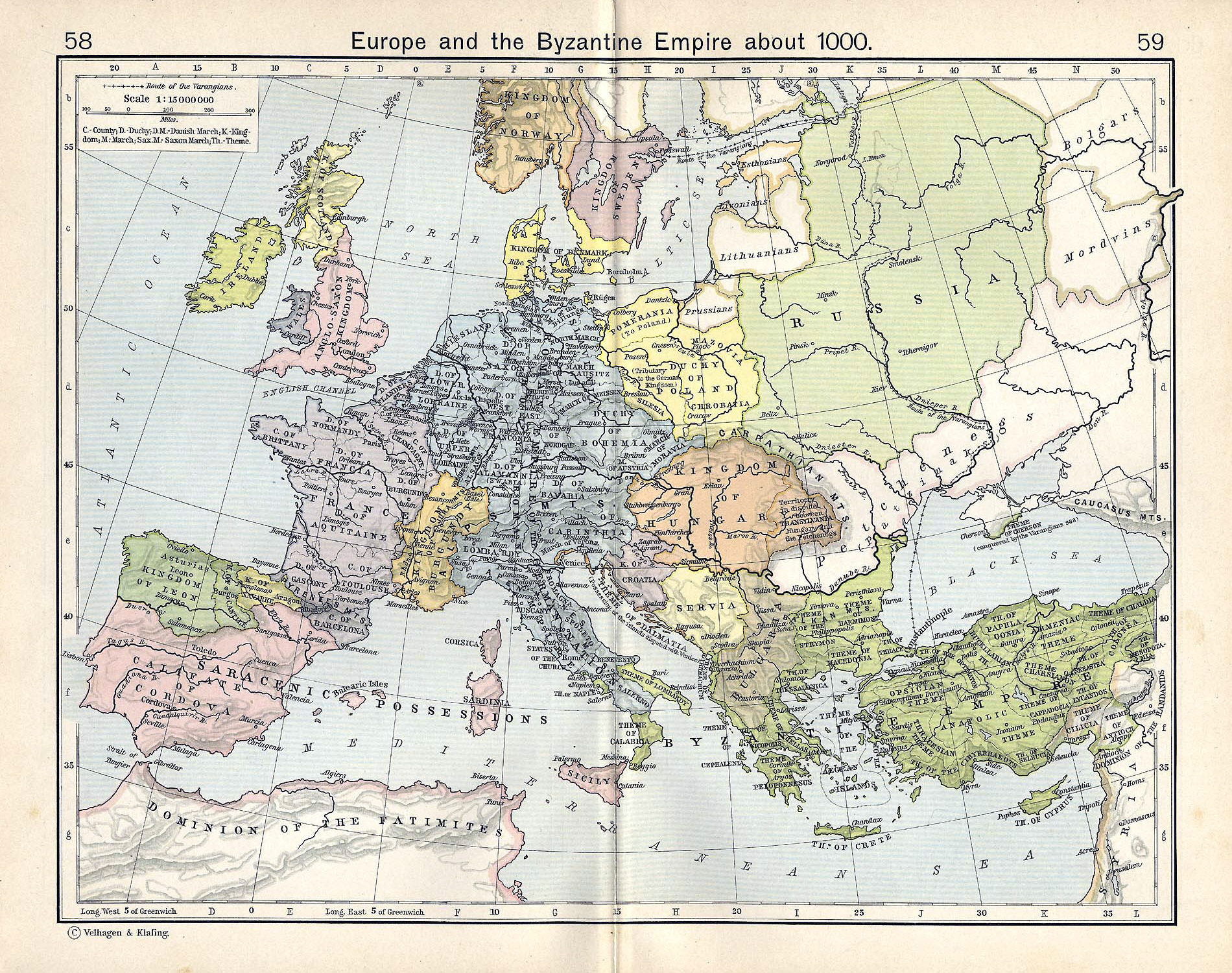
Byzanz und Europa um das Jahr 1000

Basileios II. war ein fähiger Feldherr. Allerdings gelang es ihm nicht, die Macht der großen Adelsfamilien zu beschneiden, die weiterhin einen bestimmenden Einfluss auf die Politik ausübten. Ein weiteres Problem seiner Regierungszeit war die im Osten wenig glückliche Annexionspolitik. Da der Kaiser unverheiratet blieb, hatte er keine Kinder, die seine Dynastie fortsetzen konnten.
Dennoch war Basileios der letzte Kaiser des Byzantinischen Reiches, der zu einer wirklichen militärischen Expansion in der Lage war – zumal er den Vorteil hatte, nicht an allen Grenzen gleichzeitig kämpfen zu müssen wie viele seiner Vorgänger und Nachfolger. Kultur- und bildungspolitisch (siehe für diese Zeit Makedonische Renaissance) trat er nicht in Erscheinung.